# オットマール・ゲルスター

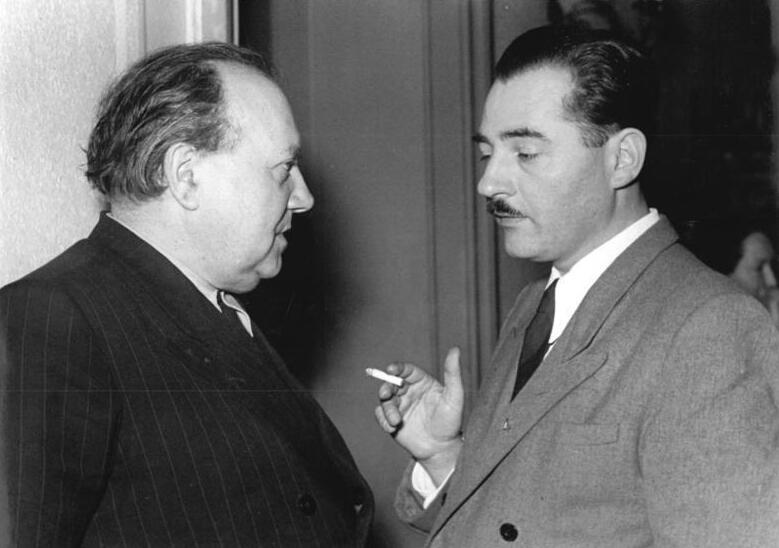
ゲルスター（左、1952年）

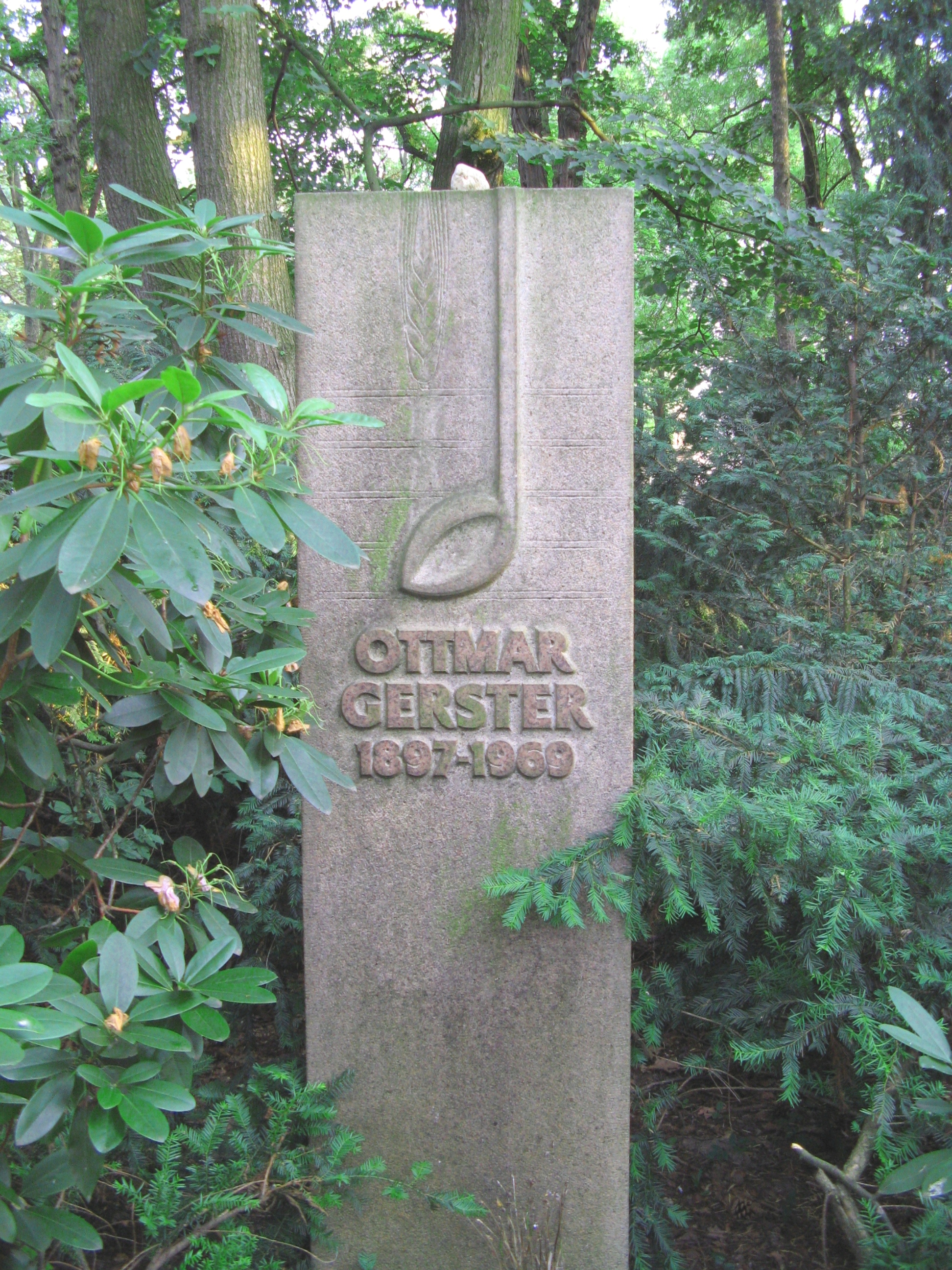
ライプツィヒにあるゲルスターの墓

オットマール・ゲルスター（Ottmar Gerster、1897年6月29日 - 1969年8月31日）は、ドイツの作曲家。

## 生涯
ヘッセン州ブラウンフェルス出身。神経科医とピアニストの間に生まれ、幼いときからヴァイオリンとピアノのレッスンを受けた。1913年にフランクフルト・アム・マインのホッホ音楽院に入学し、そこで学生のパウル・ヒンデミットと知り合った。1916年から1918年にかけての徴兵による中断をはさんで、1920年に卒業した。1921年にフランクフルト交響楽団に入って、最初はコンサートマスターを務め、1923年から1927年までヴィオラのソリストを務めた。1927年から1947年までエッセンのフォルクヴァング大学でヴァイオリン、ヴィオラ、室内楽、音楽理論、作曲を講義した。また1920年代は労働運動に参加し、労働者合唱団の指導を行った。
ナチス政権時代には体制への適応が大きな問題であった。1933年にはバルドゥール・フォン・シーラッハの詞によるドイツ・キリスト者のための合唱曲を作曲した。第二次世界大戦が始まった1939年に道路建設に徴用された。1941年に作曲したオペラ『パッサウの魔女』がデュッセルドルフで初演され、ブレーメン、マグデブルク、エッセン、リーグニッツでも上演され、シューマン賞を受賞した。1944年にはアドルフ・ヒトラーの「天才名簿（„Gottbegnadeten-Liste"）」に掲載され、戦時動員から解放されて作曲に専念することができた。
戦後、ゲルスターはアメリカ軍の「ブラックリスト」に登録されたが、エッセンで講師を続けることはできた。1947年にフランツ・リスト・ヴァイマル音楽大学の作曲科の教授となり、1948年から1951年まで学長を務めた。1950年にはベルリンのドイツ芸術アカデミーの創立会員となった。1951年にフェリックス・メンデルスゾーン・バルトルディ音楽演劇大学ライプツィヒに移り、1962年に退職した。また1951年から1968年までドイツ民主共和国作曲家・音楽学者同盟の議長を務めた。

## 音楽
ゲルスターは比較的穏健な作曲家で、調性に基づいて作曲し、また頻繁に教会旋法を使用し、さらにソナタ形式などの古典的な形式に民謡の旋律を取り入れた。その新古典主義音楽的な傾向の音楽は時に友人のヒンデミットと類似したものであった。彼は大衆のための音楽を志向していたので、東ドイツ政府の要求する「社会主義リアリズム」に従うことに問題はなかった。

## 作品

### 管弦楽曲
- 交響曲第1番「小交響曲」（1933/34）
- 交響曲第2番「チューリンゲン」（1949-52）
- 交響曲第3番「ライプツィヒ」（1964/65）
- 交響曲第4番「ヴァイマール」（1969）
- 祝典序曲（1948）
- ドレスデン組曲（1956）

### 協奏曲
- ピアノ協奏曲（1931、1955改訂）
- ヴァイオリン協奏曲（1939）
- ホルン協奏曲（1958）

### 室内楽曲
- 弦楽四重奏曲第1番（1920/21）
- 弦楽六重奏曲（1920/21）
- 弦楽四重奏曲第2番（1954）
- ヴァイオリンとピアノのためのソナタ（1950/51）
- ヴィオラとピアノのためのソナタ第1番（1919-22）
- ヴィオラとピアノのためのソナタ第2番（1954-55）
- オーボエとピアノのためのソナチネ（1969）

### ピアノ曲
- ファンタジー（1922）
- ソナチネ（1922/23）

## 文献
- Rainer Malth: Ottmar Gerster. Leben und Werk, Edition Peters, Leipzig 1988, ISBN 3-369-00043-1.
- Fred K. Prieberg: Handbuch Deutsche Musiker 1933–1945. Kiel 2004, CD-ROM-Lexikon, S. 2055ff.